# キノポイスク
キノポイスク （ロシア語: КиноПо́иск, ラテン文字転写: KinoPoisk）は、ロシア語にて映画関連のウェブサイト、オンラインデータベース、動画配信などを行っている企業である。
2003年11月7日、Vitaly Tatsiy と Dmitry Sukhanov によって、英語圏の映画データベースサイトIMDbを参考に制作された。2009年に投資会社のDigital Sky Technologies（2021年以降の社名VK (会社)）がフランスの映像配信会社アロシネに株式を売却。2013年10月まで KinoPoisk.LLCとフランスの映像配信会社アロシネが共同で運営していたが、2013年10月にロシアで検索エンジンなどを手掛けるインターネット関連会社のヤンデックスにより買収された
データベースは、ネット利用者であれば編集可能となっている。

## 制作配信作品
また、2020年以降は動画シリーズの制作も行っており、2020年3月26日から『Последний министр』などを配信している。